# Shaanxi Information Mansion
Le Shaanxi Information Mansion est un gratte-ciel de 228 mètres pour 51 étages construit en 2006 à Xi'an en Chine.